# نسيم أباد (تيران وكرون)
نسيم‌ أباد هي قرية في مقاطعة تيران وكرون، إيران. عدد سكان هذه القرية هو 819 في سنة 2006.